# Psilocybe merdaria
Espèce
Psilocybe merdaria, le Psilocybe des excréments[réf. nécessaire], est une espèce de champignons toxiques de la famille des Strophariaceae.

## Description
Chapeau et stipe de couleur brun-crème. Odeur d'herbe.

## Liste des formes et variétés
Selon MycoBank (19 janvier 2023) :
- Psilocybe merdaria f. macrospora (F.H. Møller) Singer & M.M. Moser, 1965
- Psilocybe merdaria f. merdaria
- Psilocybe merdaria var. macrospora (F.H. Møller) Singer, 1969
- Psilocybe merdaria var. merdaria

## Systématique
Le nom correct complet (avec auteur) de ce taxon est Psilocybe merdaria (Fr.) Ricken, 1912.
L'espèce a été initialement classée dans le genre Agaricus sous le basionyme Agaricus merdarius Fr., 1821.
Psilocybe merdaria a pour synonymes :
- Agaricus merdarius Fr., 1821
- Fungus merderius (Fr.) Kuntze, 1898
- Geophila merdaria (Fr.) Quél., 1886
- Psalliota merdaria (Fr.) Henn., 1900
- Psilocybe merdaria (Fr.) Ricken, 1912
- Stropharia merdaria (Fr.) Quél., 1872